# Додитал (озеро)
Додитал (хинди डोडीताल; англ. Dodital) — пресное озеро в округе Уттаркаши штата Уттаракханд, Индия. Высота над уровнем моря — 3310 метров. Площадь — 1 км².
На берегах произрастает деодар.
Среди обителей данной местности можно отметить леопарда, камышового кота, бенгальскую кошку и гималайского чёрного медведя.